# 玉置妙憂
玉置 妙憂（たまおき みょうゆう）は、日本の看護師、看護教員、僧侶、スピリチュアルケア師、ケアマネージャー、非営利一般社団法人「大慈学苑」創設者で代表を務める。2020年4月よりテレフォン人生相談パーソナリティも務める。ライフサポートクリニックに勤務。

## 概要
看護師。僧侶。二児の母。東京都中野区生まれ。
専修大学法学部卒業後、法律事務所で働く。長男が重度のアレルギーがあることがわかり、「息子専属の看護師になろう」と決意し、看護学校で学ぶ。看護師、看護教員の免許を取得。
夫のがんが再発。夫は、「がんを積極的に治療しない」方針をかため、自宅での介護生活をスタートする。延命治療を望まなかったため、自宅で夫を看取るが、この際にどうしても、科学だけでは解決できない問題があることに気づく。夫の“自然死”という死にざまがあまりに美しかったことから開眼し出家。高野山にて修行をつみ高野山真言宗僧侶となる。
その後、現役の看護師としてクリニックに勤めるかたわら、患者本人、家族、医療と介護に携わる方々の橋渡しとして、人の心を穏やかにするべく、スピリチュアルケアの活動を続ける。訪問スピリチュアルケアを通して、患者のQOL（クオリティ・オブ・ライフ）とQOD（クオリティ・オブ・デス）の向上に努める。
非営利一般社団法人「大慈学苑」をつくり、代表を務める。2020年開講。
2019年4月、「NHKクローズアップ現代」に取り上げられる。2019年10月から放送の「グッとラック!」（TBS系）で火曜コメンテーターを務める。2020年4月からは、「テレフォン人生相談」（ニッポン放送）のパーソナリティーを担当する。
全国で講演会やシンポジウムの開催を行うなど幅広く活動する。

## 著書
- まずは、あなたのコップを満たしましょう. 2018年. 飛鳥新社. ISBN 9784864106092.
- 困ったら、やめる。迷ったら、離れる。 「自分の軸」がある生き方のヒント. 2019年. 大和出版. ISBN 9784804705613.
- 死にゆく人の心に寄りそう～医療と宗教の間のケア～. 2019年. 光文社. ISBN 9784334043919.

## メディア出演

### テレビ
- NHK総合
  - 『クローズアップ現代+』
  - 『あさイチ』
- TBS系「グッとラック!」火曜コメンテーター

### ラジオ
- テレフォン人生相談（2020年4月 - 、ニッポン放送） - ドリアン助川降板に伴う起用。